# مخرمة البكرة
مخرمة البكرة هي قماش مخرم مصنوع من جَدْل ولفّ الخيوط الطولية، والتي تُلَفّ على البكرات لإدارتها. مع تقدم العمل، يثبَّت النسيج في مكانه باستخدام دبابيس مثبتة في وسادة المخرمة، وعادة ما يتم تحديد موضع الدبابيس بنمط أو وخز مثبت على الوسادة.
تُعرف مخرمة البكرة أيضاً باسم مخرمة الوسادة، لأنها تصنع على وسادة، ومخرمة العظم، لأن البكرات القديمة كانت مصنوعة من العظام أو العاج.
مخرمة البكرة هي أحد الصنفين الكبيرين للمخرمات المصنوعة يدوياً، الصنف الآخر هو مخرمة الإبرة.

## طالع المزيد
- مخرمة
- مخرمة الإبرة